# Heilsarmee
Heilsarme este un grup muzical din Elveția ce a reprezentat țara la Concursul Muzical Eurovision 2013. Grupul este format din 6 veterani de război.

## Cariera

### Eurovision 2013
Heilsarmee au participat la selcția națională din Elveția , reușind să se califice în finală.În urma votului online organizat de televiziunea națională organizată de televiziunea Elvețiană, trupa a câștigat primind 37% din voturi.
Pe data de 17 decembrie 2012 EBU a anunțat că trupa trebuie să își schime numele pentru nu a încălca regulile concursului. Noul nume ales a fost Takasa.